# Richard Bayer

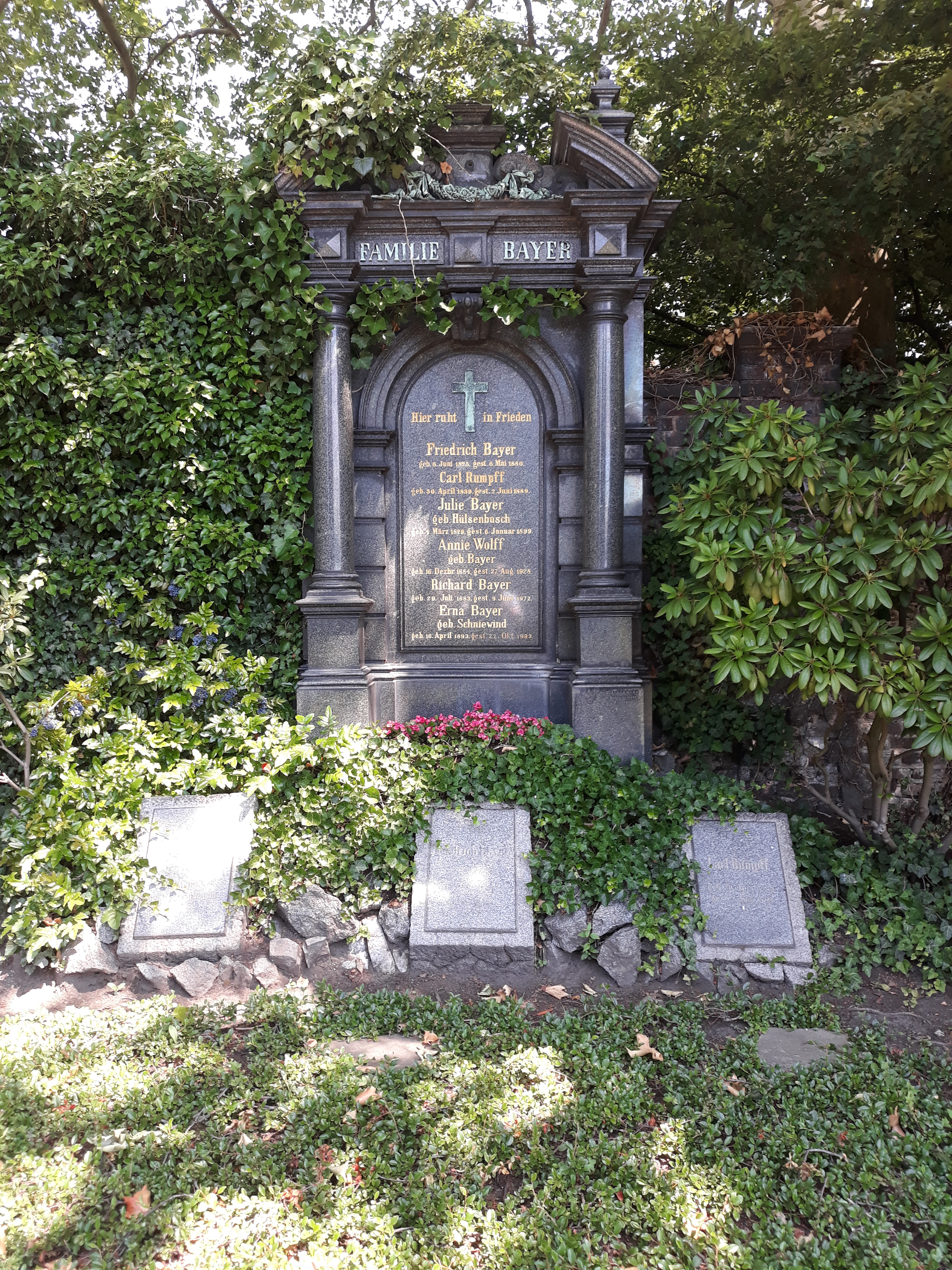
Das Grab von Richard Bayer und seiner Ehefrau Erna im Familiengrab auf dem Lutherischen Friedhof Hochstraße in Wuppertal-Elberfeld

Richard Bayer (* 29. Juli 1883 in Elberfeld; † 9. Juni 1972 in Hochdahl) war ein deutscher Industrieller.

## Leben
Richard Bayer war ein Enkel des Firmengründers Friedrich Bayer und der Sohn von Friedrich Bayer mit dessen Frau Anna. Er absolvierte das Studium der Chemie an der Universität Bonn und an der Technischen Hochschule Dresden. 1903 wurde er Mitglied des Corps Saxonia Bonn. Während seines Studiums gehörte er zu den aktiven Mitgliedern und Förderern des Akademischen Sport-Vereins und agierte dort unter anderem als Eishockeyschiedsrichter. Nach der Promotion zum Dr.-Ing. im Dezember 1911 in Dresden trat Bayer 1912 als Mitarbeiter des Wissenschaftlichen Laboratoriums in Elberfeld in die Bayer-Werke ein. 1914 bis 1916 nahm er als Soldat am Ersten Weltkrieg teil, danach war er wieder bei Bayer beschäftigt. Nach dem Tod seines Vaters 1920 wurde er in den Aufsichtsrat gewählt. 1925 siedelte er nach Leverkusen über und wurde im Zuge der Fusion Mitglied des Aufsichtsrats der neuen I.G. Farbenindustrie. 1951 gehörte er zu den Gründern des Nachfolgeunternehmens Farbenfabriken Bayer AG, wo er von 1951 bis 1960 ebenfalls dem Aufsichtsrat angehörte, zuletzt als stellvertretender Vorsitzender. Nach seinem Tod wurde Bayer auf dem evangelisch-lutherischen Friedhof von Elberfeld beigesetzt.